# Cylinderspänning
Cylinderspänningen är den spänning σ som skapas av yttre eller inre tryck i cylindriska och sfäriska tryckkärl.
Ett klassiskt exempel är den spänning som skapas i de järnband eller fälgar som omsluter ett träfat. I ett rakt slutet rör, kommer de krafter som anbringas på den cylindriska rörväggen genom en tryckskillnad ge upphov till höjd spänning i rörets material.

## Definition

De påverkande parametrarna vid cylinderspänning.

En typ av spänning som skapas i cylindriska kärl som är trycksatta är cylinderrörspänning. Den definieras för rotationssymmetriska föremål där medelkraften påverkar i omkretsens riktning (vinkelrätt mot föremålets axel och radie) åt båda hållen på samtliga tvärsnitt i cylinderväggen. Formeln kan beskrivas som:
{\displaystyle \sigma _{\theta }={\dfrac {F}{tl}}\ }
där:
- F är den kraft som påverkar i omkretsens riktning på cylinderväggens area som har följande två längder som sidor:
- t är den radiella tjockleken på cylinderväggen
- l är den axiella längden på cylindern

## Tillämpning vid inre tryck

### Tunnväggiga kärl
Tunnväggiga antagande kan göras då tryckkärlet har en väggtjocklek som är mindre än en tiondel av dess radie, ofta även mindre än en tjugondel av radien. Detta förhållande innebär att väggen kan beräknas som en vinkelrät yta. För att uppskatta cylinderpänningen som skapas av det inre trycket i ett tunnväggigt tryckkärl kan Young-Laplace-ekvationen (även kallad ångpanneformlerna i Sverige) användas:
{\displaystyle \sigma _{\theta }={\dfrac {Pr}{t}}\ }   (för en cylinder)
{\displaystyle \sigma _{\theta }={\dfrac {Pr}{2t}}\ }   (för en sfär)
där
- P är det inre trycket
- t är väggtjockleken
- r är den inre radien på cylinderröret
- {\displaystyle \sigma _{\theta }\!} är rörets spänning

Enligt LaPlaces ekvation innebär det att ett rör med givet invändigt tryck kommer att ha en spänning i rörväggen som är proportionell mot radien på röret. Vilket innebär att ett rör med mindre diameter inte behöver vara lika tjock som ett rör med större diameter för att hantera samma tryck.

### Tjockväggiga kärl
När kärlet har ett förhållande under 10-20 för r/t kan inte längre ekvationen för tunnväggiga kärl användas. Detta på grund av att spänningsskillnaden mellan inre och yttre ytan i tvärsnittet, denna skjuvning i tvärsnittet kan därför inte längre bortses. 
För att beräkna spänning i tjockväggiga kärl används istället en ekvation känd som Lamés ekvation:
{\displaystyle \sigma _{r}=A-{\dfrac {B}{r^{2}}}\ }
{\displaystyle \sigma _{\theta }=A+{\dfrac {B}{r^{2}}}\ }
där
- A och B är konstanter för integrationen, vilka fås fram genom undersökning av randvillkoren.
- r är radien på det området som är intressant.

Ett exempel med det enklaste fallet, en solid cylinder:
om {\displaystyle R_{i}=0} är {\displaystyle B=0} och en solid cylinder saknar internt tryck, är {\displaystyle A=P_{o}}